# The Lobster
Pour les articles homonymes, voir Lobster (homonymie).
Pour plus de détails, voir Fiche technique et Distribution.
The Lobster (grec moderne : Ο Αστακός litt. « Le Homard ») est un film irlando-anglo-néerlando-franco-grec réalisé et co-écrit par Yórgos Lánthimos, sorti en 2015.
Le film se déroule dans un futur proche, où toute personne célibataire est obligatoirement internée à l'Hôtel et a 45 jours pour y trouver l'âme sœur. Passé ce délai, elle est transformée en l'animal de son choix. Après 11 ans de relation, David se retrouve célibataire lorsqu'il apprend que sa femme l'a quitté pour un autre homme. Il est emmené à l'Hôtel, où il découvre ses nombreuses règles, et assiste à des bals, des soirées festives et des scènes théâtrales montrant les avantages d'une relation. Il part aussi à la chasse aux Solitaires, des résistants vivant cachés dans la forêt. Chaque Solitaire capturé à l'aide d'un fusil à fléchettes tranquillisantes offre un jour de plus au chasseur pour trouver un partenaire ayant quelque chose de particulier en commun afin de pouvoir débuter une relation. David se lie bientôt d'amitié avec Robert et John, mais lorsqu'il se retrouve dans une situation délicate, après avoir fait croire qu'il était compatible avec une résidente, il tente d'échapper à son destin en s'enfuyant dans les bois. Il y est recueilli par les Solitaires, aux règles aussi strictes que différentes de celles de l'Hôtel.
Le film est sélectionné en compétition officielle au 68e Festival de Cannes où il remporte le prix du jury.

## Synopsis
Au début du film, une femme sort d'une voiture et abat un âne dans un pré à l'aide d'une arme à feu. David (Colin Farrell) est emmené dans un hôtel après que sa femme l'a quitté pour un autre homme. David se retrouve à l'accueil des nouveaux pensionnaires et la dame chargée des admissions lui pose des questions personnelles, dont son orientation sexuelle, et pourquoi il a un chien avec lui. David répond qu'il a eu une aventure homosexuelle à l'université, qu'il n'a été marié qu'une fois et que le chien est son frère transformé à la suite d'un échec lors du séjour. Elle lui demande alors s'il est hétérosexuel ou homosexuel, et il lui demande s'il y a possibilité de bisexualité. Elle lui répond que ce choix était disponible pendant un temps limité mais qu'à cause de problèmes, il a été supprimé. La directrice de l'Hôtel (Olivia Colman) lui apprend que les célibataires résidant ici ont 45 jours pour trouver un ou une partenaire, sans quoi ils seront transformés en animal de leur choix. David décide de devenir un homard, à cause du cycle de vie de celui-ci et de son amour de la mer. David subit une première épreuve : il est privé de l'usage d'une de ses mains qui, pendant 24 heures, est attachée dans son dos à une ceinture. David devient ami avec Robert (John C. Reilly), un homme qui zézaie, et John (Ben Whishaw), un homme qui boite après s'être introduit dans l'enclos du zoo où se trouve sa mère changée en louve.
L'Hôtel a de nombreuses règles : la masturbation est interdite mais la stimulation sexuelle par le personnel de l'Hôtel est obligatoire ; les hôtes assistent à des bals et des soirées festives et sont sujets à de la propagande montrant les avantages de vivre dans une relation.
Robert est pris en flagrant délit de masturbation et se fait brûler les doigts au grille-pain en public dans le réfectoire. Pour pouvoir être dans une relation, les partenaires doivent avoir quelque chose de particulier en commun. John apprend qu'une femme boiteuse est arrivée à l'Hôtel mais il dit que cela vient d'une blessure qui se soignera et que donc la relation est impossible.
Les résidents de l'Hôtel peuvent prolonger leurs jours comptés en chassant les Solitaires, qui vivent dans la forêt, à l'aide d'un fusil à fléchettes tranquillisantes. Chaque « Solitaire » capturé leur vaut de prolonger leur séjour un jour de plus. Un jour, alors qu'ils vont à la chasse, une femme avec un goût affiché pour les gâteaux (Ashley Jensen) offre à David des faveurs sexuelles, qu'il refuse. Elle dit que si elle n'arrive pas à trouver un partenaire, elle se tuera en se jetant d'une fenêtre de l'Hôtel.
John gagne l'affection d'une femme qui saigne constamment du nez (Jessica Barden) en se frappant délibérément le nez en secret. Ils sont déplacés dans la section des couples pour commencer une période d'essai d'une durée d'un mois. David décide alors de courtiser une femme notoirement cruelle (Angelikí Papoúlia), qui capture plus de Solitaires que les autres. Leur discussion est gênée par des cris : la femme aux biscuits s'est grièvement blessée en se jetant de la fenêtre d'un étage élevé. David prétend apprécier le spectacle pour gagner les faveurs de la femme sans cœur que la scène n'émeut pas, mais elle lui demande de remettre cette discussion à plus tard car elle a du mal à dialoguer en raisons des hurlements. Il la rejoint dans un jacuzzi où elle fait mine de s'étouffer avec une olive de son coktail pour le tester. Voyant qu'il ne l'aide pas, elle décide que leur relation est possible et ils sont tous deux déplacés dans la section des couples.
Après un temps, un matin, la femme sans cœur réveille David et affirme avoir tué son frère/chien à coups de pied jusqu'à ce que mort s'ensuive. David entre seul dans la salle de bain, où git le chien maculé de sang. La femme surprend alors David qui pleure devant la perte de son frère, et affirme qu'elle savait qu'il mentait, que leur relation est basée sur un mensonge. Elle essaie alors de le conduire pour se faire punir, mais David s'échappe et, à l'aide d'une femme de chambre (Ariane Labed), la « tranquillise » et l'emmène se faire changer en un animal dont la nature ne sera jamais révélée.
David quitte l'hôtel et rejoint les Solitaires. Contrairement aux règles de l'hôtel, le flirt et les relations sexuelles sont interdits sous peine de mutilation. La femme de chambre est en fait une taupe des Solitaires. Leur meneuse (Léa Seydoux) les emmène dans la ville chercher des provisions.
Les Solitaires lancent une opération sur l'Hôtel. David révèle à la femme qui saigne du nez que John fait semblant depuis le départ, ce qui force John à demander à David de partir. Les autres Solitaires gardent la directrice de l'Hôtel et son mari. Ils demandent à ce dernier de tirer sur sa femme pour se sauver, ce qu'il fait. Cependant, le pistolet n'est pas chargé, ce qui laisse le couple face à face.
David, qui est myope, commence une relation avec une autre Solitaire (Rachel Weisz), myope elle-aussi. Ils créent un code gestuel pour communiquer et développent une relation de plus en plus intime. Ils se préparent à s'échapper ensemble mais la taupe, qui est maintenant dans le camp, trouve le journal intime de la femme myope et découvre le plan, qu'elle révèle à la cheffe. Cette dernière mène David dans un endroit isolé et lui fait creuser sa tombe. Il s'y étend et elle lui dit de se recouvrir de terre, y compris sur son visage pour que celui-ci ne soit pas mangé par les chiens. David est cependant épargné. La cheffe s'en prend plutôt par la suite à la compagne de David. Elle l'emmène, avec la femme de chambre, dans la ville, lui faisant croire à une opération pour soigner sa myopie. L'opération est un piège et la femme est aveuglée en punition de sa relation inappropriée et sa volonté de fuite. À la sortie de la ville, sur le chemin du retour dans les bois, la femme sort un couteau et tente de tuer la cheffe, qui se protège avec la bonne. La bonne meurt et la femme, croyant avoir eu la cheffe, lâche son couteau. La cheffe lui dévoile par la suite son erreur, lui disant qu'elle ne s'en sortira jamais sans son aide. Les deux rentrent au camp des Solitaires.
La femme prévient David de sa cécité. Ils essaient de trouver quelque chose d'autre qu'ils auraient en commun, en vain. Il dit qu'ils trouveront et qu'ils doivent continuer à suivre leur plan. Le lendemain matin, David maîtrise la cheffe et la laisse ligotée dans sa tombe pour qu'elle se fasse dévorer par des chiens sauvages. Il s'échappe dans la ville avec la femme aveugle et ils s'arrêtent dans un restaurant. Pour retrouver leur similitude, David va aux toilettes et se prépare à s'aveugler avec un couteau tandis que sa partenaire attend son retour. Cependant, il hésite deux fois et sa décision reste inconnue.

## Fiche technique
- Titre original et français : The Lobster
- Titre grec : Ο Αστακός
- Réalisation : Yórgos Lánthimos
- Scénario : Yórgos Lánthimos et Efthýmis Filíppou
- Photographie : Thimios Bakatakis
- Montage : Yorgos Mavropsaridis
- Production : Ed Guiney, Lee Magiday, Ceci Dempsey, Yórgos Lánthimos
- Coproduction : Christos V. Konstantakopoulos, Leontine Petit, Carole Scotta, Joost de Vries, Derk-Jan Warrink
- Sociétés de production : Element Pictures
- Sociétés de coproduction : Haut et Court, Scarlet Films, Faliro House Productions, Lemming Film
- Durée : 118 minutes
- Pays d'origine :  Grèce  Royaume-Uni  Pays-Bas  Irlande  France
- Dates de sortie :
  - France : 15 mai 2015 (Festival de Cannes) ; 28 octobre 2015 (sortie nationale)
  - Canada : 11 septembre 2015
  - Belgique : 28 octobre 2015
  - Royaume-Uni : 16 octobre 2015
- Tous publics avec avertissement.

## Distribution
| Les acteurs Colin Farrell, Rachel Weisz et Léa Seydoux à la première du film au Festival de Cannes. |  | Les acteurs Colin Farrell, Rachel Weisz et Léa Seydoux à la première du film au Festival de Cannes. |  | Les acteurs Colin Farrell, Rachel Weisz et Léa Seydoux à la première du film au Festival de Cannes. |
| Les acteurs Colin Farrell, Rachel Weisz et Léa Seydoux à la première du film au Festival de Cannes. |  | |  | |

- Colin Farrell (VF : Boris Rehlinger) : David
- Rachel Weisz (VF : Anne Dolan) : la femme myope
- Ben Whishaw (VF : Yoann Sover) : John le boiteux
- Léa Seydoux (VF : elle-même) : la cheffe des Solitaires
- John C. Reilly (VF : Michel Dodane) : Robert, l'homme qui zézaie
- Ashley Jensen (VF : Annie Le Youdec) : la femme aux biscuits
- Olivia Colman (VF : Carole Franck) : la directrice de l’hôtel
- Jessica Barden (VF : Céline Rotard) : la femme qui saigne du nez
- Roger Ashton-Griffiths : le docteur
- Michael Smiley : le nageur solitaire
- Ariane Labed (VF : elle-même) : la bonne
- Angelikí Papoúlia : la femme sans cœur
- Rosanna Hoult : la femme de David
- EmmaEdel O'Shea : la meilleure amie de la femme qui saigne du nez
- Degnan Geraghty : serveur
- Seána Kerslake (en) : la femme des Solitaires qui zézaie
- Anthony Moriarty : serveur de 30 ans
- Kevin McCormack : le deuxième officier de police
- Nancy Onu : la réceptionniste
- Stephen Ryan : le client de l’hôtel
- Heidi Ellen Love : la maîtresse
- Cian Boylan : le joueur de piano
- Roland Ferrandi : le père de la cheffe des Solitaires

 Source et légende : version française (VF) sur RS Doublage et carton DVD

## Production
Le tournage principal a commencé le 24 mars 2014 et s'est fini le 9 mai 2014. La « Ville » du film a été filmée à Dublin en Irlande, les autres environnements autour du comté de Kerry, à Sneem, Dromore Woods et Kenmare.

## Analyse
Aurélien Ferenczi parle[Quand ?] dans Télérama « d'une fable acide sur les entraves que l'homme met sans cesse à son propre bonheur » et écrit « Yorgos Lanthimos ne donne aucune clé. Mais on comprend qu'il s'agit d'une satire des injonctions au bonheur et à la vie à deux, prodigués ad nauseam par la pub et autres images dominantes ».
Jacques Mandelbaum, dans le journal Le Monde, trouve le film « limpide, selon une logique qui lui est propre et qui doit plus au conte et à la mythologie qu'à l'art narratif classique ». « Film pataphysique », « étrange et prenant », « où la question amoureuse révèle […] à la sauce immémoriale un arrière-plan culturel et politique qui est quant à lui contemporain. » (15 mai 2015)

### Titre
Le titre signifie en anglais « Le Homard ». L'animal est évoqué dans une scène du film où le protagoniste principal choisit cet animal si jamais il devait subir la transmission, en raison de son espérance de vie de 100 ans. Ce postulat scientifique serait faux,[source insuffisante].

## Distinctions

### Récompenses
- Festival de Cannes 2015 : Prix du jury
- Festival européen du film fantastique de Strasbourg 2015 : Prix du public du meilleur film fantastique international
- Festival international du film de Flandre-Gand 2015 : Prix Georges Delerue de la meilleure musique
- British Independent Film Awards 2015 : Meilleure actrice dans un second rôle pour Olivia Colman

### Nominations
- British Independent Film Awards 2015 :
  - Meilleur film indépendant britannique
  - Meilleur réalisateur pour Yórgos Lánthimos
  - Meilleur scénario pour Yórgos Lánthimos et Efthýmis Filíppou
  - Meilleur acteur pour Colin Farrell
  - Meilleure production pour Ceci Dempsey, Ed Guiney, Yorgos Lanthimos et Lee Magiday

## Autour du film
- À l'origine, ce devait être Jason Clarke qui devait incarner le rôle de David, mais il a refusé pour conflits d'emploi du temps.
- Le film a été tourné en Irlande dans le comté de Kerry et notamment à l'hôtel Parknasilla Resort & Spa près du village de Sneem.